# Matanza de frailes en Madrid de 1834

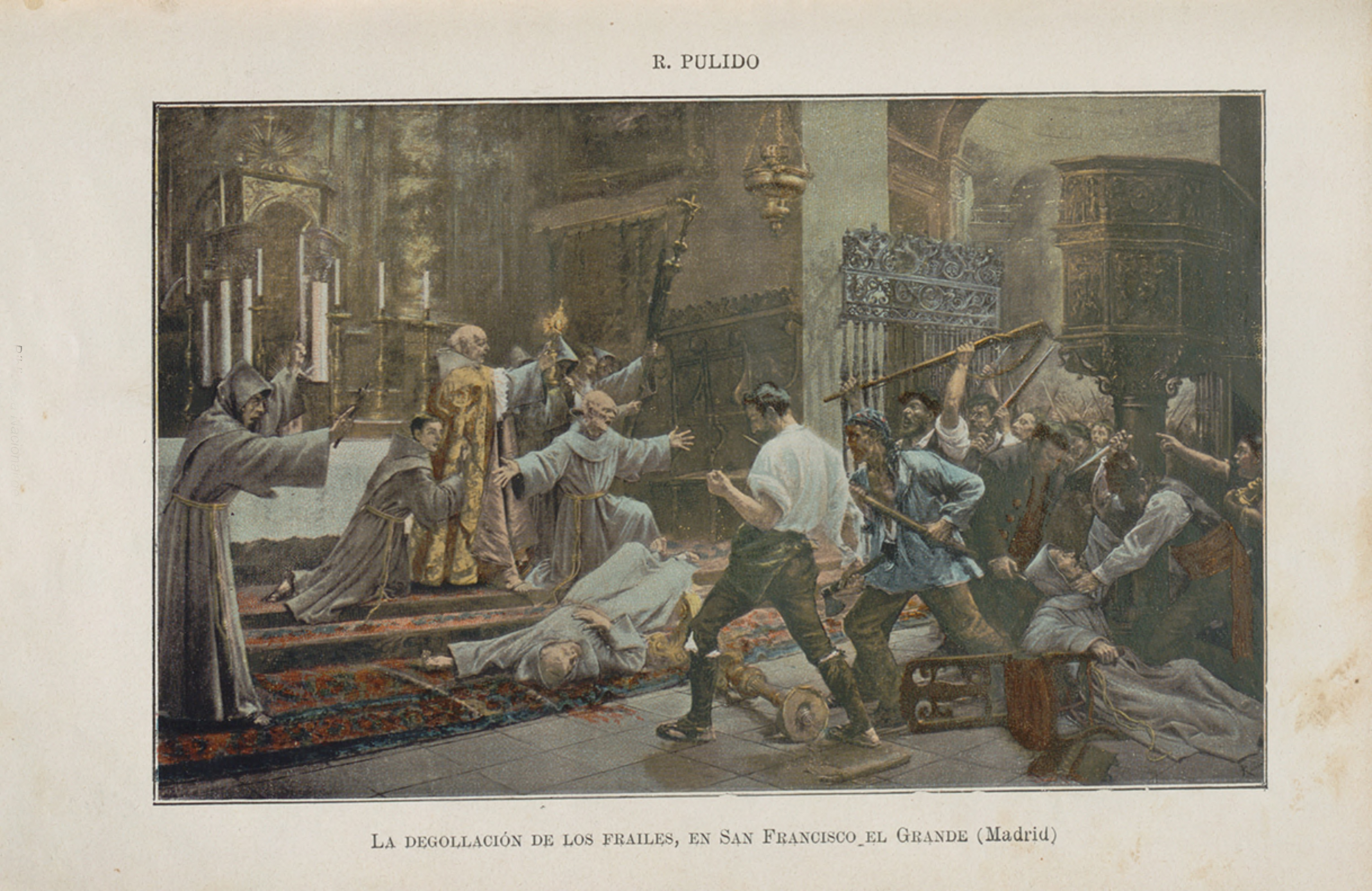
La degollación de los frailes, en San Francisco el Grande (Madrid). Reproducción de una obra de Ramón Pulido.

La matanza de frailes en Madrid de 1834 fue un motín anticlerical que se produjo el día 17 de julio de 1834 en la capital de España durante la regencia de María Cristina y la primera guerra carlista (1833-1840) en el que fueron asaltados varios conventos del centro de Madrid y asesinados 73 frailes y 11 resultaron heridos, a causa del rumor que se extendió por la ciudad de que la epidemia de cólera que la asolaba desde fines de junio y que se había recrudecido el día 15 de julio se había producido porque «el agua de las fuentes públicas había sido envenenada por los frailes». “El resultado de poco más de doce horas de violencia” fue una “orgía de sangre y venganza”. “Era la primera vez que la Iglesia se veía sometida a las actitudes incontroladas de sus mismos fieles. Como percibieron los contemporáneos, estos hechos demostraban, sobre todo, la pérdida de prestigio de los religiosos en la católica España, tal como sucedía en los demás países”.

## Antecedentes
En abril de 1834 la regente María Cristina de Borbón-Dos Sicilias promulga el Estatuto Real una especie de carta otorgada con la que pretendía ganarse el apoyo de los liberales para la causa de su hija, la futura Isabel II, que entonces contaba con cuatro años de edad, y cuyos derechos sucesorios no habían sido reconocidos por los carlistas, los partidarios del hermano del rey recientemente fallecido Fernando VII, Carlos María Isidro de Borbón, que no aceptó la Pragmática Sanción de 1830 que abolía la Ley Sálica que no permitía que las mujeres reinaran, por lo que perdía sus derechos al trono en favor de la hija de su hermano. Tras la muerte de Fernando VII, a finales de septiembre de 1833, el pleito sucesorio derivó en una guerra civil, la primera guerra carlista, que pronto se convirtió en un conflicto político e ideológico, entre los partidarios de mantener el Antiguo Régimen, los absolutistas que en su mayoría apoyaban a don Carlos -los "carlistas"-, y los defensores de un cambio más o menos radical hacia un “nuevo régimen”, que defendían los derechos al trono de Isabel II, por lo que eran llamados “isabelinos” o “cristinos”, por el nombre de la regente. Uno de los apoyos de los "carlistas" eran la mayor parte de los miembros de las órdenes religiosas que, además de compartir las ideas absolutistas de los carlistas sintetizadas en su trilema "Dios, Patria, Rey", temían que la llegada al poder de los liberales pusiera fin a su existencia. Como señaló Julio Caro Baroja en su estudio pionero sobre el anticlericalismo en España: "Los vítores a don Carlos iban unidos a vivas a la Inquisición, y las concentraciones de aldeanos aleccionadas por gente de Iglesia se daban por doquier, sobre todo en Cataluña, principal teatro de operaciones de las rebeliones de 1827".

## Los hechos

### La epidemia de cólera y el “envenenamiento de las fuentes”
Entre 1830 y 1835 una epidemia de cólera, que se había originado en la India hacia 1817, se extendió por toda Europa. A España llegó en enero de 1833, siendo la primera población afectada Vigo, a donde probablemente la habían llevado barcos ingleses. A finales de 1833 se había extendido por Andalucía y desde este foco o desde Portugal había pasado a Castilla traída por las tropas del general José Ramón Rodil y Gayoso que habían ido a combatir a los miguelistas portugueses y a los carlistas. Al mismo tiempo se extendía por los puertos del Mediterráneo diseminada por un navío militar procedente de Francia. Durante los dos años que duró la epidemia causó más de cien mil muertos en toda España y medio millón de personas enfermaron.
El ejército de Rodil, procedente de la frontera de Portugal, fue siguiendo el trayecto de la epidemia de cólera que tenía a Andalucía aislada y que había obligado a establecer cercos sanitarios en La Mancha, pero no por ello se le impidió la entrada en Madrid, desde donde iba a dirigirse al norte para relevar a las tropas del general Vicente Genaro de Quesada que no lograban controlar a los sublevados carlistas.

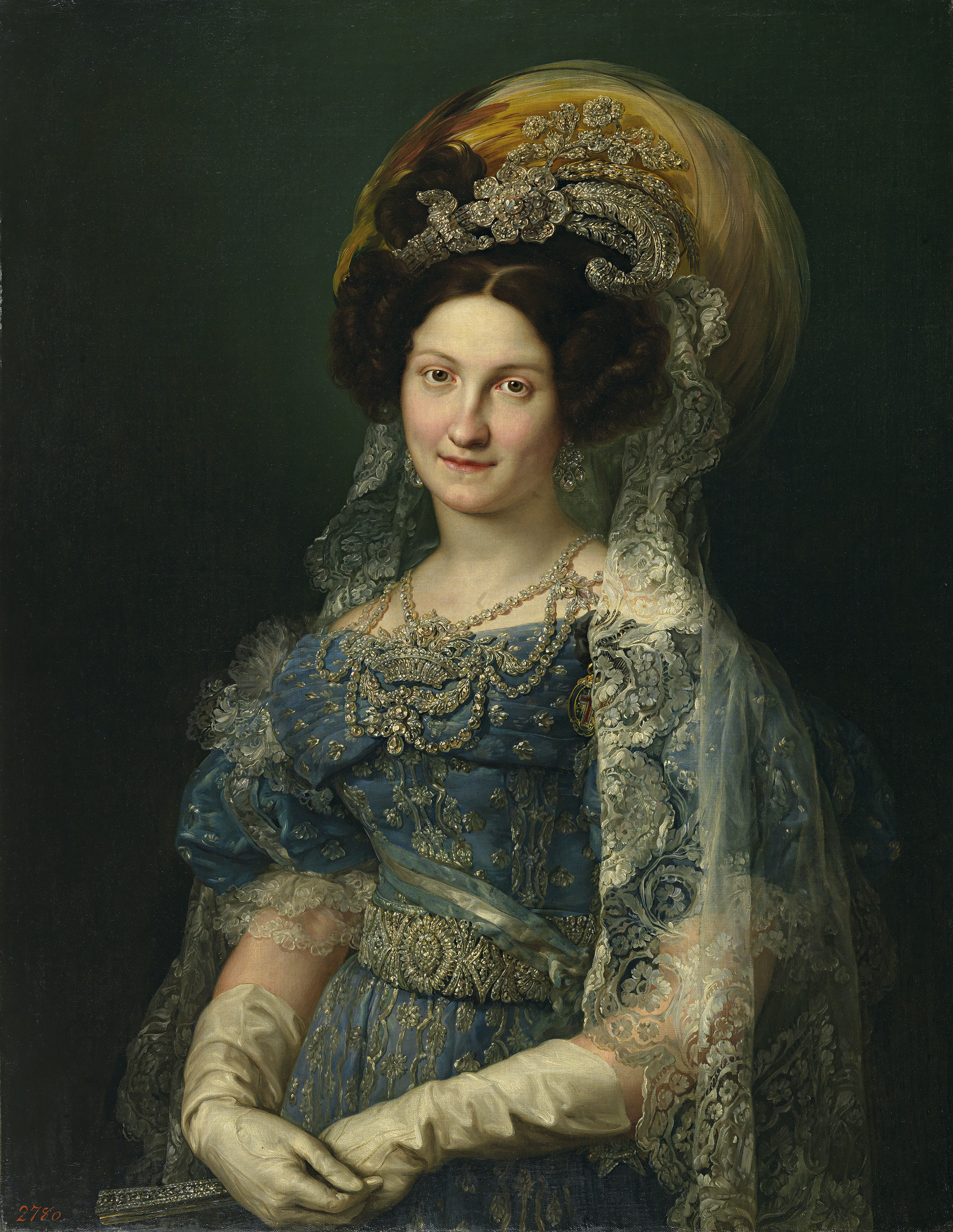
La regente María Cristina de Borbón-Dos Sicilias se marchó al palacio de La Granja en Segovia en cuanto se dieron los primeros casos de cólera en Madrid.

En Madrid los primeros casos de cólera se dieron a finales de junio de 1834 y aunque el gobierno de Francisco Martínez de la Rosa negó su existencia abandonó rápidamente Madrid el 28 de junio, junto con la regente María Cristina de Borbón-Dos Sicilias y la familia real, para refugiarse en el palacio de La Granja en Segovia, lo que causó una gran indignación entre los habitantes de la capital. A esta sensación de desamparo se sumó el calor del verano, el aumento de los precios de los alimentos y los rumores de inminentes ataques carlistas, lo que aumentó el descontento popular. El día 15 de julio llegaba la noticia a Madrid de que el ejército de Rodil tampoco había logrado contener a los carlistas y que el pretendiente Carlos María Isidro de Borbón había entrado en España proclamándolo en un manifiesto desde Elizondo.
Justo el día en que llegaron a Madrid las malas noticias sobre la marcha de la primera guerra carlista la epidemia se recrudeció, “muriendo los enfermos a centenares, con las circunstancias horrorosas compañeras de tal cruel plaga”, según relata Alcalá Galiano. Los principales afectados eran los habitantes de los barrios más empobrecidos donde habían fallecido más de quinientas personas diarias desde el día 15. A lo largo de ese mes de julio las víctimas por esta epidemia fueron 3564 personas y descendieron a 834 en el mes de agosto.
Entonces comenzó a circular el rumor por Madrid de que la causa de la epidemia era el envenenamiento de las fuentes públicas, ya que “a muchas personas el cólera se manifestaba después de beber agua”, según relata un testigo. La idea de que el envenenamiento de las aguas era la responsable de la enfermedad se dio también en otros lugares del mundo entre las clases populares urbanas convencidas de que detrás de ello estaban las clases altas que querían reducir el número de indigentes. En Manila, en 1827, se atribuyó el supuesto envenenamiento a súbditos ingleses y algunos fueron asesinados; en París, en marzo de 1831, se culpó a los frailes y a los legitimistas siendo algunos de ellos perseguidos, y en 1833 a los taberneros con la complicidad de la policía, siendo arrojados varios agentes al Sena. En Madrid, según relata un testigo, se culpó primero a “algunos muchachos semimendigos y algunas mujerzuelas que se acercaban a las fuentes, y de este concepto provino la prisión de unas cigarreras, el asesinato que se cometió en la persona de un mozo de la ínfima clase a las 3 de la tarde del 17 en la Puerta del Sol, y la persecución de otros muchachos en las fuentes de Lavapiés, Relatores y otras”. Pero pronto se extendió el rumor de que esos “semimendigos” y esas “mujerzuelas” estaban al servicio de los frailes que eran los auténticos culpables. También corrió la noticia de que se había disparado desde los conventos contra las masas que se dirigían hacia ellos, relacionándolo con el apoyo que los religiosos daban a los carlistas.
El rumor de que «el agua de las fuentes públicas había sido envenenada por los frailes», sobre todo por los jesuitas, se vio reforzado por el hecho de que algunos de ellos en los días anteriores habían explicado la epidemia de cólera como «el castigo divino contra los descreídos habitantes de la ciudad, mientras que la gente del campo quedaba libre por ser fiel y devota».

### El asalto a los conventos

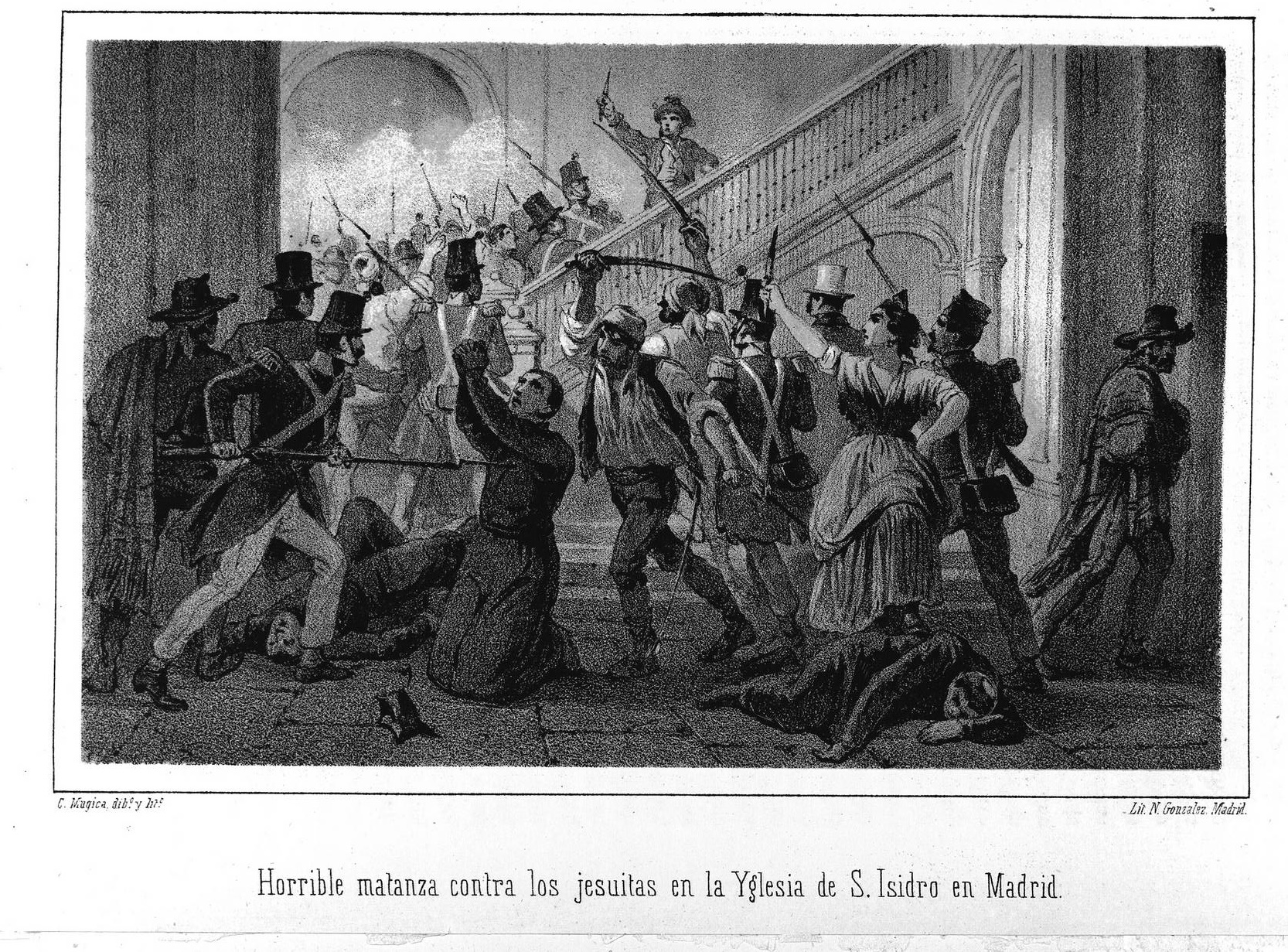
Horrible matanza de los jesuitas en la iglesia de San Isidro de Madrid, litografía de Carlos Múgica para La estafeta de Palacio de Ildefonso Antonio Bermejo, t. I, Madrid, 1871-1872.

Todo transcurrió en la zona más céntrica de Madrid, entre la Puerta del Sol, la plaza de la Cebada, el convento de San Francisco el Grande y las calles de Atocha y Toledo. El primer hecho violento se produjo a las 12 del mediodía en la Puerta del Sol con el asesinato de un muchacho que por juego había arrojado tierra a la cuba de un aguador. Según cuenta Benito Pérez Galdós en Un faccioso más y algunos frailes menos (cap. xxvii), era travesura frecuente, que se «castigaba comúnmente a pescozones», pero que en aquella ocasión se tomó como excusa para culpar a los frailes, cuando por los corrillos se extendió la noticia, pregonada por oradores espontáneos, de que «de los dos chicos a quienes se había sorprendido [...] echando unas tierras amarillas en las cubas de los aguadores, el uno fue muerto al instante; el otro logró escaparse y se refugió... ¿dónde? En el mismo San Isidro». De modo similar narra Benjamín Jarnés el desencadenante de la tragedia:

Asoma el cólera en Madrid [...] Un chiquillo juega en la Puerta del Sol, junto a la fuente de la Mariblanca. De pronto se le ocurre echar un puñado de tierra en la cuba de un aguador. El aguador va tras el chiquillo, tras ellos unos cuantos desocupados pululan allí cerca. Se engrosa el tropel. Uno grita:
—¡A ese! ¡Que lo mandan los frailes para envenenar el agua!
Alcanzan al infeliz muchacho, lo cosen a puñaladas y arrastran su cadáver por la calle Mayor.
Arrecia el tumulto. Las turbas se distribuyen en grupos, se reparten por los conventos. A mediodía un tropel de mujeres arrastra a un lego. A las tres de la tarde penetran las turbas en el convento de jesuitas de San Isidro; matan, saquean, incendian...
Benjamín Jarnés, Sor Patrocinio. La monja de las llagas, IV.

Tras los sucesos de la Puerta del Sol, el segundo hecho violento ocurre una hora después en la plaza de la Cebada donde un conocido realista es increpado y asesinado. A las cuatro de la tarde un religioso franciscano es atacado en la calle de Toledo.
A esas primeras horas de la tarde ya se habían formado diversos grupos integrados también por abundantes milicianos urbanos y algunos miembros de la guardia real que se habían congregado en la Plaza Mayor, en la Puerta del Sol y en la Plaza de la Cebada profiriendo gritos contra los frailes. Desde allí estos grupos se dirigieron al Colegio Imperial de San Isidro regentado por los jesuitas que fue asaltado a las cinco de la tarde. “El pretexto, corroborar la versión que desde el día anterior había corrido sobre dos cigarreras de la cercana fábrica de tabacos, decían que sorprendidas con polvos de veneno para echar en las fuentes y que pagadas por los jesuitas. Dentro del convento matan a sablazos a unos, apresan a otros y los linchan en las calles laterales, desnudando y acribillando con escarnio los cuerpos moribundos. La tropa llega a la media hora nada menos que con el capitán general y superintendente de policía, Martínez de San Martín, experto en reprimir motines de los liberales exaltados durante el trienio constitucional en Madrid. Les recrimina a los jesuitas el envenenamiento y busca pruebas del mismo, mientras siguen matando frailes a un palmo de su presencia”. En total catorce jesuitas fueron asesinados.

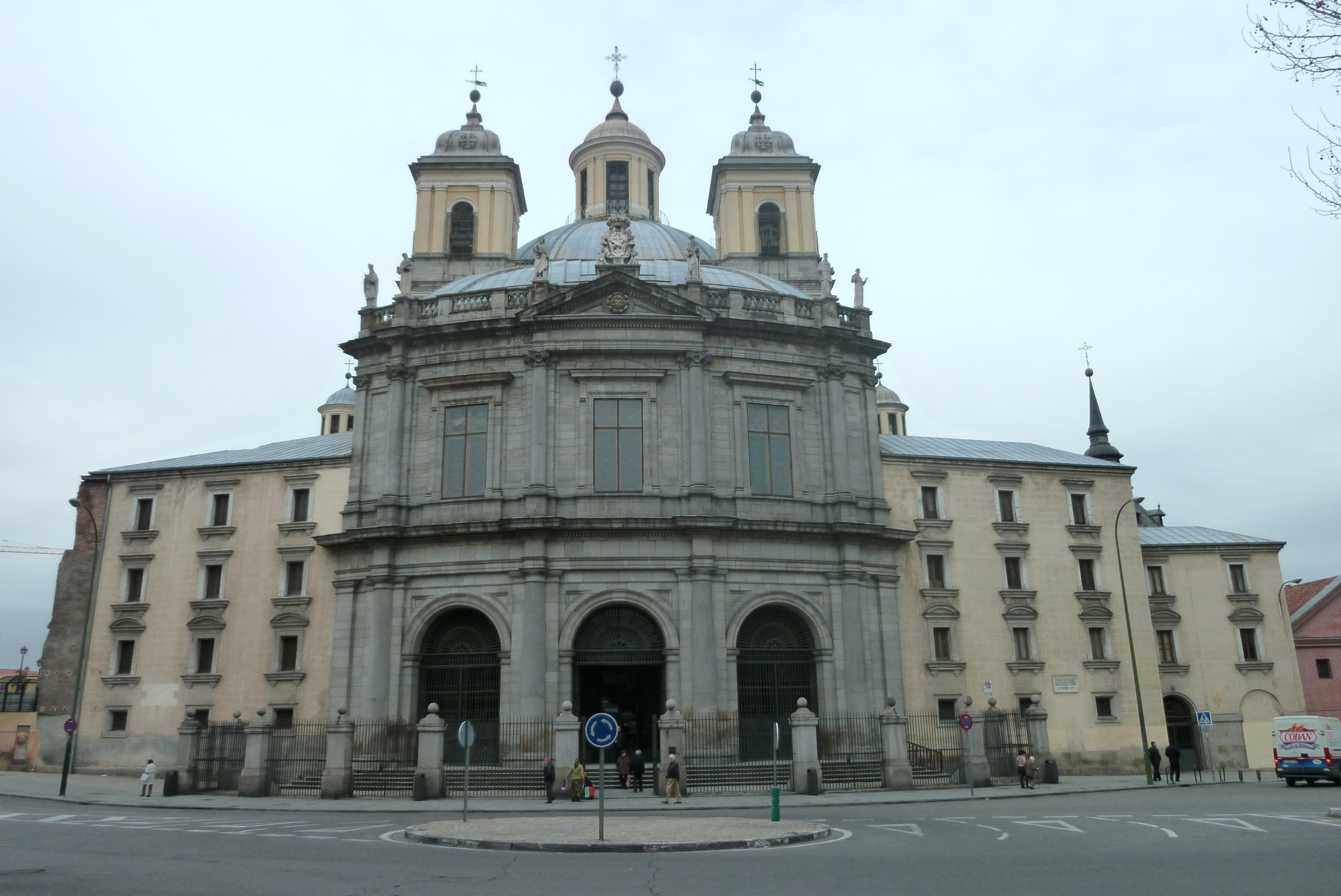
Basílica de San Francisco el Grande

El siguiente objetivo de los amotinados fue el convento de Santo Tomás de los dominicos en la calle de Atocha donde ya habían tenido tiempo de huir parte de los frailes. Allí además de matar a siete frailes en presencia de la tropa, que no hizo nada por impedirlo, los amotinados realizan actos burlescos vistiéndose con ropas litúrgicas y formando una danza sacrílega que continuaron por las calles de Atocha y Carretas. Hacia las nueve de la noche fue asaltado el convento de San Francisco el Grande donde fueron asesinados cuarenta y tres frailes franciscanos (o cincuenta, según otras fuentes) en medio de escenas macabras, sin que los oficiales del regimiento de la Princesa que estaba acantonado en sus dependencias dieran la orden de intervenir a los más de mil soldados que lo componían. A las once de la noche fue atacado el convento de San José de los mercedarios en la actual plaza de Tirso de Molina, con el resultado de nueve o diez asesinatos más.
Pasada la medianoche hubo conatos dispersos de asaltos a otros conventos, pero no hubo más víctimas. “Quedaron, sin embargo, el resto de los frailes sumidos en el terror: algunos optaron por disfrazarse y refugiarse en casas de amigos, los capuchinos del Prado optaron por la heroicidad de abrir las puertas y esperar orando”.
Julio Caro Baroja afirmó que "no menos de setenta y cinco fueron los religiosos asesinados en Madrid el 17 de julio de 1834. En San Francisco el Grande, diecisiete padres, cuatro estudiantes, diez legos y diez donados; o sea, cuarenta y un franciscanos. En el Colegio Imperial de San Isidro murieron diecisiete jesuitas: cinco presbíteros, nueve maestros y tres hermanos. En el convento de Santo Tomás, seis dominicos (cinco de misa y un lego). Por último, en el de la Merced, siete mercedarios descalzos, conocidos, y otros cuatro cuyos nombres se ignoraban en la época".

### La respuesta del gobierno

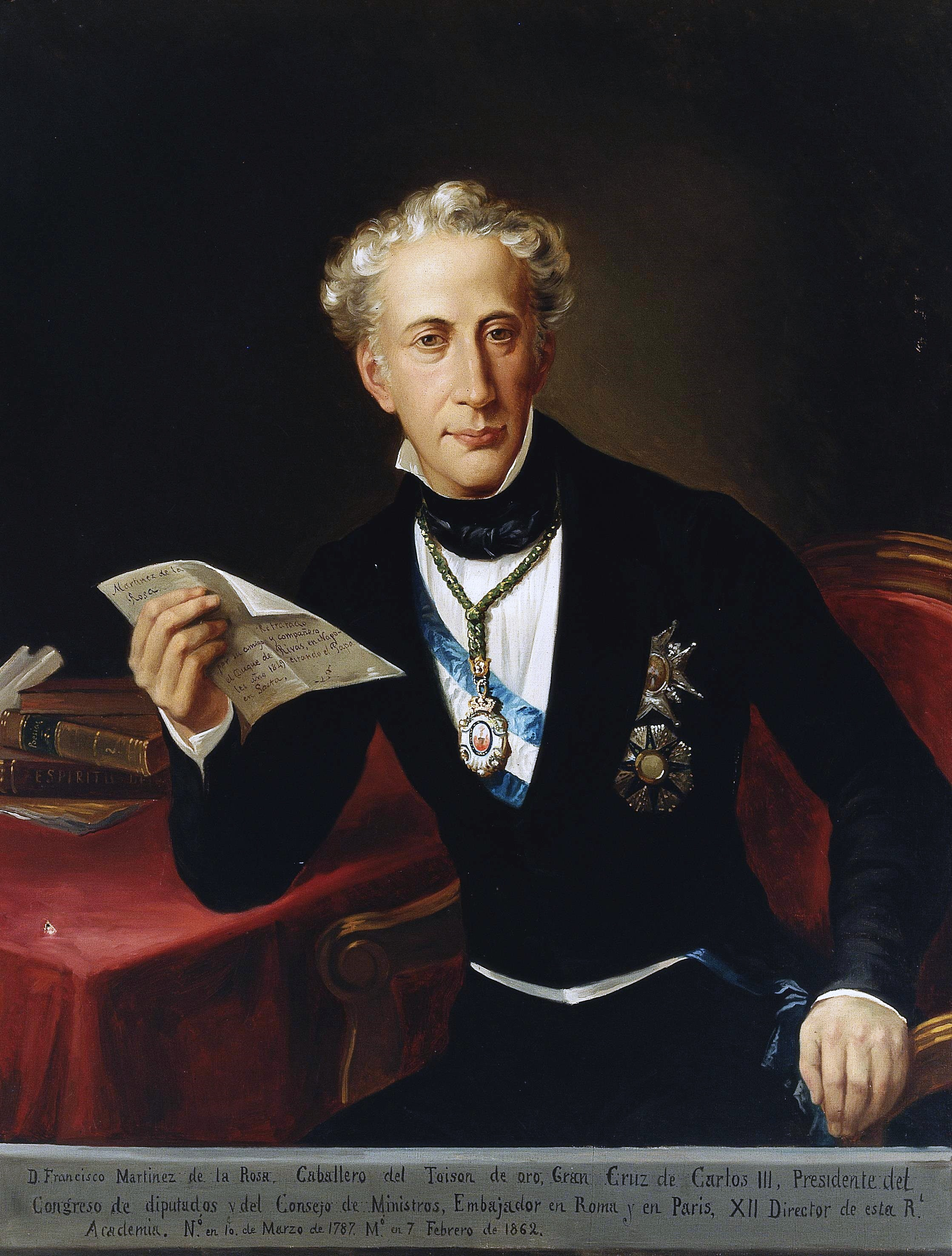
Francisco Martínez de la Rosa, presidente del consejo de ministros cuando ocurrieron los hechos

En la madrugada del día siguiente, 18 de julio, se declaró el estado de sitio y se hizo público un bando: «Madrileños: las autoridades velan por vosotros, y el que conspire contra vuestras personas, contra la salud o el sosiego público, será entregado a los tribunales y le castigarán las leyes». En la tarde de ese mismo día se produjeron nuevos intentos de asaltos a conventos que fueron evitados por la presencia de las tropas, aunque fueron saqueadas varias dependencias de los jesuitas y el convento de los trinitarios.
El día 19 de julio, el gobierno de Francisco Martínez de la Rosa, ante la ambigüedad y la notoria pasividad e incluso connivencia con el motín de las diferentes autoridades –la militar y la municipal-, detiene y encarcela al capitán general Martínez de San Martín, que contaba con una tropa de nueve mil hombres para haber evitado los asaltos y los asesinatos, y obliga a dimitir al corregidor, el marqués de Falces, y al gobernador civil, el duque de Gor, como máximos responsables de la milicia urbana, buena parte de cuyos miembros habían tenido una participación muy activa en los hechos. El nuevo gobernador civil, el conde Vallehermoso, suspendió el alistamiento de nuevos batallones y meses después fueron expulsados cuarenta milicianos como resultas de su actitud en los hechos de julio. “Los comandantes de la milicia se vieron obligados ante el desprestigio de dicha institución a dirigir una exposición a la reina con el fin de salvar su buen nombre, en la que pedían su reforma para evitar la entrada en el cuerpo de personas indeseables”.
Fueron sometidas a juicio 79 personas (54 civiles, 14 milicianos urbanos y 11 soldados). Resultaron condenadas a muerte dos personas –un ebanista y un músico militar- pero por el delito de robo, no por el de asesinato, siendo ejecutadas el 5 y el 18 de agosto. El resto fueron condenados a penas diversas de presidio, incluyendo a mujeres, y algunos fueron absueltos. Por los datos recogidos en los juicios se sabe que la mayoría de los que participaron en el motín pertenecían a los barrios más populares de Madrid y entre ellos se encontraban menestrales, empleados y mujeres, junto a milicianos urbanos y soldados.
El 23 de julio, la víspera de la apertura de las Cortes del Estatuto Real, la policía desarticula un supuesto complot para derrocar al gobierno de Martínez de la Rosa y convocar unas Cortes auténticamente liberales, que está encabezado por “emigrados vueltos del destierro y notabilidades de la situación”, según el informe de la policía. Fueron detenidos José de Palafox, Juan Romero Alpuente, Lorenzo Calvo de Rozas, Juan de Olavarría y Eugenio de Aviraneta, entre otros. Esta conspiración fue conocida como de La Isabelina por el nombre de la sociedad secreta que supuestamente estaba detrás, llamada “Confederación de guardadores de la inocencia o isabelinos”. Los detenidos fueron juzgados pero fueron absueltos por falta de pruebas por lo que el gobierno “hubo de soltarlos y quedó en ridículo”.

## La interpretación de los hechos
Los historiadores están divididos en cuanto a la explicación de los acontecimientos, pues mientras unos defienden que los asaltos a los conventos y los asesinatos de frailes fueron el resultado de un complot organizado por las sociedades secretas o por la masonería, otros defienden la espontaneidad del movimiento. Los defensores de la primera tesis, como Stanley G. Payne, afirman que el rumor sobre los pozos envenenados que desencadenó el motín anticlerical habría sido propalado por sociedades secretas radicales -aunque no necesariamente la masonería-. Para Manuel Revuelta González, otro defensor de la tesis conspirativa, la forma como se desarrolló el tumulto prueba que no se trató de una casualidad espontánea sino que detrás había una cabeza organizadora, las sociedades secretas, que contaron para la ejecución del motín con el apoyo de la milicia urbana, matones y mujerzuelas.

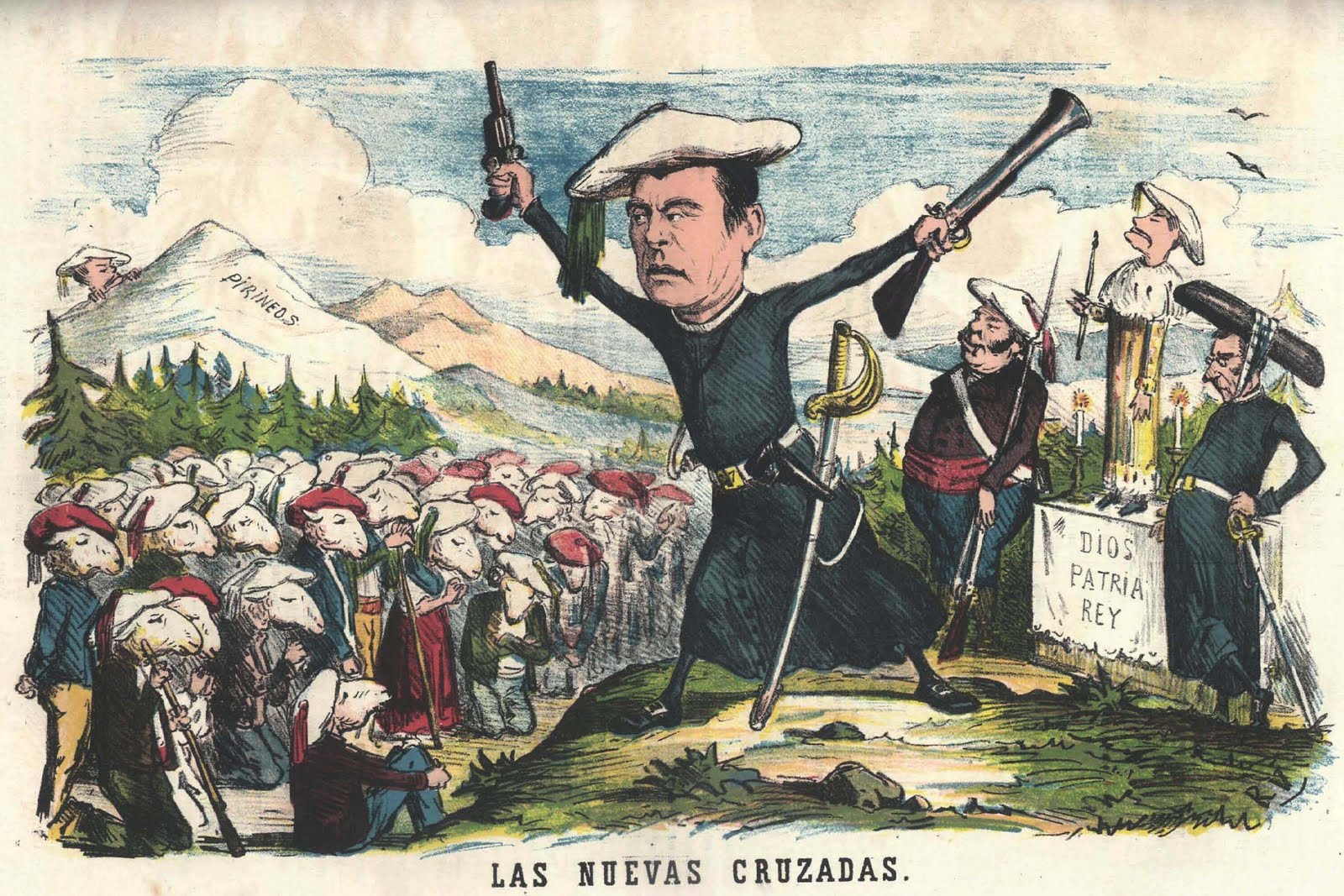
Caricatura sobre la relación del carlismo con el clero de la revista satírica La Flaca, de 1870, con el trilema carlista «Dios, Patria, Rey».

Frente a ellos, otros historiadores como Josep Fontana o Ana María García Rovira, han negado que existiera un complot de juntas masónicas o de las sociedades secretas, entre otras razones, porque no existe ninguna prueba que lo demuestre. Josep Fontana dice: “no hay evidencias de que existiese ningún tipo de conjuración tras de estos sucesos, como no las hubo tras de los muchos de carácter similar que se desarrollaron de Manila a Puebla de los Ángeles, pasando por París”. Según Josep Fontana, “para comprender lo sucedido hay que penetrar en la raíz misma de un anticlericalismo –dirigido casi exclusivamente contra las órdenes religiosas- que se estaba acentuando en estos años, al comprobarse la identificación de los regulares con el carlismo, su complicidad en el armamento de partidas e incluso la participación directa de frailes en asaltos y emboscadas en los que, no se olvide este detalle, los hombres que morían del lado de los liberales procedían exclusivamente de las clases populares: eran hijos o hermanos de estas mismas gentes en toda España. Como diría Lamennais en 1835: Allá donde el sacerdote se alía con el despotismo contra el pueblo ¿qué destino le espera?”.
Una prueba de este anticlericalismo serían los numerosos romances que se difundieron días después que tendían a culpabilizar de todo a los frailes:

(...) y como a pasos contados

(sea dicho sin rodeos) 
 
dentro del mismo Madrid

se iba el cólera extendiendo, 

no dudaron propalar

que era castigo del cielo

o la cólera divina

lo que amenazaba al suelo, 

porque ya la religión

y la fe se van perdiendo 

suspensa estando la entrada 

de frailes los conventos, 

suspensas las canongías, 

y el santo oficio suspenso, 

con otras mil suspensiones
 
que llegarán a su tiempo... 

El vulgo, siempre indiscreto, 

siempre injusto, siempre atroz, 

y siempre ciego instrumento 

de cobardes asesinos

hizo teatro sangriento
 
de la venganza, 

el asilo del inocente indefenso. 

Julio Caro Baroja en su obra pionera sobre el anticlericalismo en España, publicada en 1980, atribuyó a la transformación que se había producido en las mentalidades colectivas de ciertos sectores populares el origen de la matanza:

En el proceso de crear una mitología liberal, con sus dioses, semidioses y genios del mal, lanzados muchos a dar una interpretación hostil a todas las actividades de la Iglesia, llegó un momento en que gran parte del pueblo atribuyó a ésta y a sus ministros el mismo género de consignas y de actos malignos que los predicadores, los frailes, etc., habían atribuido en otra época a los herejes y a los judíos, y más modernamente a los masones y a los miembros de las distintas sociedades secretas. El pueblo, pues, llevó a cabo una típica "proyección", atribuyendo a los enemigos políticos no sólo intenciones verdaderas, sino otras imaginadas, fabulosas y ajustadas a un procedimiento que nos es conocido, por lo repetido en circunstancias distintas, a lo largo de la Historia.

Una posición intermedia es la que mantiene Juan Sisinio Pérez Garzón que afirma "que no es incompatible la existencia de una trama organizativa para destruir el poder eclesiástico y derribar el gobierno, con que esta se solape y aproveche una coyuntura de exasperación popular -por el cólera- para sembrar el terror entre los frailes y servirse de una táctica de pánico para justificar el asalto a las posesiones clericales”. Según este historiador la forma como dio la noticia del motín el diario liberal El Eco del Comercio constituiría un indicio de que quién pudo estar detrás de los hechos cuando transformaba a las víctimas en “enemigos de la patria”, el linchamiento de los religiosos se reducía al concepto de “algunas desgracias” y afirmaba que en los asaltos “se dice haberse descubierto algunas pruebas que daban fundamento a las voces que han corrido en los días anteriores acerca de su plan para el envenenamiento de las aguas. Todo puede creerse de la perversidad de los enemigos de la patria, y siempre hemos previsto que ellos se aprovecharían de los momentos actuales para aumentar el conflicto en que estamos...”
Una posición similar es la que mantiene Antonio Moliner Prada cuando reconoce “que los liberales radicales estaban interesados en acelerar el proceso de la Revolución y les interesaba la desestabilización política y los ataques directos a la Iglesia”, pero a continuación señala que el “odio secular acumulado contra el clero se manifestó con toda su crudeza esos días y sirvió de precedente a los motines anticlericales que se repitieron durante el verano de 1835 en algunas ciudades. Tal como señalara J. de Burgos, la matanza de frailes provocó espanto entre la clase media acomodada y la burguesía: (...) «se conmovió la policía y se consternaron las clases acomodadas y naturalmente pacíficas del vecindario de la capital». La participación del pueblo en los acontecimientos de 1835 haría ver claro a los liberales progresistas lo que habían presentido ya en 1834, la necesidad de establecer una estrategia que evitara la radicalización del proceso de la Revolución y pudiera poner en duda el nuevo orden burgués que se intentaba consolidar”.